# Sicyonia ocellata
Sicyonia ocellata är en kräftdjursart som beskrevs av William Stimpson 1860. Sicyonia ocellata ingår i släktet Sicyonia och familjen Sicyoniidae. Inga underarter finns listade i Catalogue of Life.